# 阿尔蒂比河
阿尔蒂比河（法語：Artuby，法語發音：[aʁtybi]）是法国普罗旺斯-阿尔卑斯-蓝色海岸大区上普罗旺斯阿尔卑斯省、滨海阿尔卑斯省与瓦尔省的河流，是韦尔东河的左支流，长53.8千米，发源自佩鲁勒，于艾吉讷流入韦尔东河。